# Șipotu, Prahova
Satul Sipotu
Şi-a luat denumirea de la izvoarele(sipote) ce îşi aveau obarşia în partea de Vest a satului şi care se mai găsesc şi astăzi. O parte din locuitorii satului erau moşneni, alţii clăcaşi, iar ardelenii veniţi din partea Ardealului, renumiţi prin priceperea lor de a munci pământul, s-au aşezat în acea parte a satului care le poartă numele: Ardeleni. Aceştia erau clăcaşii de pe moşia Arsăneasa situate la sud de satul Sipotu având la nord ca vecini grupul de moşneni din acest sat.
Actuala biserică din parohia Sipotu a fost zidită între anii 1979-1988 pe vechiul amplasament al bisericii construită în anul 1840 de către Gheorghe Boldescu, Tanasie Postelnicu al lui Calazitu şi alţii, meşter fiind Manea Gheorghe.
Toate lucrările actualei biserici au fost supravegheate îndeaproape de preotul pensionar Gheorghe Mateescu şi efectuate cu sprijinul meşterilor constructori din parohie şi al enoriaşilor care au dorit să rămână anonimi.
Pictura în tehnica "fresco" a fost executată de pictorul Enache Ion între anii 1988-1993 şi tot prin strădania preotului econom Gheorghe Mateescu, biserica a fost tarnosită de PF Părinte Patriarh Tectist Arapahs alături de care au mai participat PC Preot Protoereu Ilie Vasile şi preoţii de la parohiile învecinate. Hramul bisericii este " Sfinţii Mari Mucenici Dimitrie şi Gheorghe"- purtători de biruinţă.

Pomelnicul de la proscomidiar menţionează că în decursul timpului au slujit următorii preoţi: Vasile Popescu, Atanasie Teodorescu, Tiberiu Ripeanu, Gheorghe Mateescu 
Șipotu este un sat în comuna Lipănești din județul Prahova, Muntenia, România.
 Acest articol despre o localitate din județul Prahova este deocamdată un ciot. Puteți ajuta Wikipedia prin completarea lui.